# Higa Yusuke
Yusuke Higa (比嘉 祐介 Higa Yūsuke, sinh ngày 15 tháng 5 năm 1989 ở Okinawa) là một cầu thủ bóng đá người Nhật Bản thi đấu cho Tokyo Verdy.

## Sự nghiệp thi đấu
F.C. Tokyo bày tỏ sự quan tâm tới anh, và Júbilo Iwata và Kashiwa Reysol cũng có nhắm đến các mục tiêu tương tự.

## Thống kê sự nghiệp

### Câu lạc bộ
Cập nhật đến ngày 23 tháng 2 năm 2017.
| Câu lạc bộ                    | Mùa giải            | Giải vô địch | Giải vô địch | Cúp Hoàng đế Nhật Bản | Cúp Hoàng đế Nhật Bản | J. League Cup | J. League Cup | Tổng    | Tổng      |
| Câu lạc bộ                    | Mùa giải            | Số trận      | Bàn thắng    | Số trận               | Bàn thắng             | Số trận       | Bàn thắng     | Số trận | Bàn thắng |
| ----------------------------- | ------------------- | ------------ | ------------ | --------------------- | --------------------- | ------------- | ------------- | ------- | --------- |
| Ryutsu Keizai University F.C. | 2008                | 20           | 0            | 2                     | 0                     | -             | -             | 22      | 0         |
| Ryutsu Keizai University F.C. | 2009                | 7            | 0            | 2                     | 0                     | -             | -             | 9       | 0         |
| Ryutsu Keizai University F.C. | 2010                | 0            | 0            | 1                     | 0                     | -             | -             | 1       | 0         |
| Yokohama F. Marinos           | 2012                | 1            | 0            | 1                     | 0                     | 4             | 0             | 6       | 0         |
| Yokohama F. Marinos           | 2013                | 0            | 0            | 1                     | 0                     | 1             | 0             | 2       | 0         |
| Kyoto Sanga                   | 2014                | 18           | 1            | 0                     | 0                     | -             | -             | 18      | 1         |
| Yokohama F. Marinos           | 2015                | 1            | 0            | 1                     | 0                     | 5             | 0             | 7       | 0         |
| JEF United Chiba              | 2016                | 9            | 0            | 2                     | 0                     | -             | -             | 11      | 0         |
| Tổng cộng sự nghiệp           | Tổng cộng sự nghiệp | 56           | 1            | 10                    | 0                     | 10            | 0             | 76      | 1         |

### Quốc tế
Tính đến 19 tháng 6 năm 2011
| Đội tuyển quốc gia | Năm | Số trận | Bàn thắng |
| ------------------ | --- | ------- | --------- |
| U-20 Nhật Bản      |     |         |           |
| 2009               | 8   | 0       |           |
| Tổng               | 8   | 0       |           |
| U-23 Nhật Bản      |     |         |           |
| 2010               | 10  | 0       |           |
| 2011               | 6   | 0       |           |
| Tổng               | 16  | 0       |           |

## Giải thưởng và danh hiệu

### Nhật Bản
- Đại hội Thể thao châu Á: 1

2010